# Elmina
Elmina è una città di 33.576 abitanti del Ghana meridionale, capitale del Distretto municipale di Komenda-Edina-Eguafo-Abirem, nella Central Region. Si tratta del più antico insediamento europeo in Africa occidentale dopo Cidade Velha.

## Storia
La fondazione ufficiale della stazione commerciale di São Jorge da Mina (Elmina) data al 1481, nell'insieme della strategia portoghese di controllo delle coste dell'Africa occidentale.
Nel 1478, durante la guerra di successione castigliana, davanti alla costa di Elmina, all'epoca già importante avamposto marittimo, fu combattuta la Battaglia di Guinea, battaglia navale tra l'Impero Portoghese e il Regno di Castiglia e León: i castigliani, forti di 35 navi, attaccarono la flotta portoghese di 11 navi ma, per la migliore agilità delle navi portoghesi soprattutto caravelle, persero. I portoghesi quindi si assicurarono l'anno seguente con il trattato di Alcáçovas il dominio sulla città e l'intero Golfo di Guinea. Lo scontro fu la prima importante battaglia coloniale della storia.
Elmina divenne subito una delle più fiorenti basi commerciali portoghesi in tutta l'Africa e infatti già nel 1482 fu costruito il castello di Elmina, forte con funzione di commercio, diventando il più antico edificio coloniale al di sotto del Sahara e tutt'oggi il principale monumento della città. Elmina rimase portoghese fino al 1637, quando la Compagnia olandese delle Indie occidentali, a seguito della sconfitta portoghese nella Battaglia di Elmina, la conquistò. Subito gli olandesi costruirono un nuovo forte, il Fort Coenraadsburg, con funzione di difesa e commercio, sulle fondamenta di una precedente fortificazione portoghese del 1555, il "Forte de Santiago". 

### Demografia di Elmina nel periodo olandese
Nell'Africa occidentale del XIX secolo, la città di Elmina prosperava grazie a una composizione demografica eterogenea e multiculturale. L'ossatura di questa società era costituita dai sette Asafo, clan matrilineari stabiliti da tempo nella città. Ciascuno di questi Asafo aveva un sistema di leadership ereditaria e costituiva la pietra angolare della struttura socio-politica di Elmina. Questi clan detenevano un potere considerevole. I loro membri formavano il grosso della milizia urbana e esercitavano un'influenza notevole sulla vita quotidiana.
Tuttavia, Elmina non si limitava ai soli Asafo. La città ospitava anche discendenti di popolazioni ridotte in schiavitù: i Brɔfonkoa e i Maworɛfo. Sebbene non fossero completamente integrati, questi gruppi si sono gradualmente ritagliati un posto nella società (Bourne, 1980). Occupavano inizialmente uno status sociale inferiore, ma finirono per partecipare agli affari pubblici, inserendosi così gradualmente nel tessuto sociale di Elmina.
La presenza di una popolazione euro-africana, nata dall'unione tra europei e africani, aggiungeva un ulteriore strato di complessità alla struttura sociale di Elmina. La loro posizione sociale era variabile. Alcuni godevano di ricchezza e prestigio, sposandosi con famiglie influenti ed esercitando un certo potere sulla vita pubblica. Altri occupavano ruoli più modesti, lavorando per l'amministrazione olandese del forte come impiegati o artigiani e operai. Questo gruppo diversificato apportava una prospettiva unica, modellata dalla loro doppia eredità e dalle loro esperienze multiculturali.
Elmina contava anche una popolazione che aveva viaggiato in tutto il mondo: i veterani giavanesi. Questi ex soldati avevano prestato servizio nell'esercito delle Indie orientali olandesi. La loro presenza introduceva un tocco di esotismo e una nuova religione: l'Islam. Alcuni veterani erano forse già musulmani, mentre altri potrebbero aver adottato la fede durante il loro servizio, diversificando così il panorama religioso di Elmina.
Infine, una piccola ma significativa comunità europea risiedeva nel forte olandese e nei suoi dintorni. Questi funzionari, mercanti e le loro famiglie si sposavano frequentemente con famiglie euro-africane, attenuando così i confini tra i due gruppi. Questi matrimoni non erano solo motivati da considerazioni romantiche, ma riflettevano anche l'interdipendenza che caratterizzava la società di Elmina. 

### Elmina sotto il controllo britannico
Nel 1782, durante i vari scontri internazionali che si erano creati a seguito della Guerra d'indipendenza americana, la flotta britannica la attaccò non riuscendo a conquistarla. Tuttavia gli olandesi la vendettero ai britannici nel 1872 che la possedettero fino all'indipendenza del Ghana nel 1957.
Oggi Elmina è una delle città più importanti del paese per il turismo che porta ogni anno e per le attività di pesca e navigazione.

### Gemellaggi
Elmina è gemellata con:
 Paesi Bassi, Gouda

 Stati Uniti, Macon